# Stadion Miejski w Łomży
Stadion Miejski w Łomży – stadion piłkarsko-lekkoatletyczny, na którym swoje spotkania ligowe rozgrywa ŁKS 1926 Łomża.

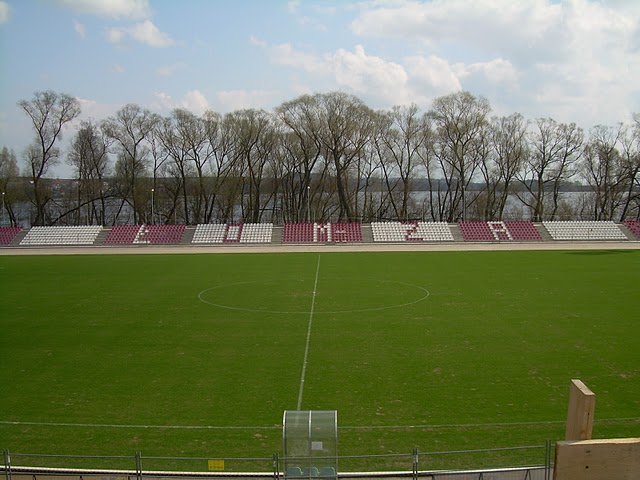
Trybuna przeciwległa od strony rzeki (wygląd obecny)

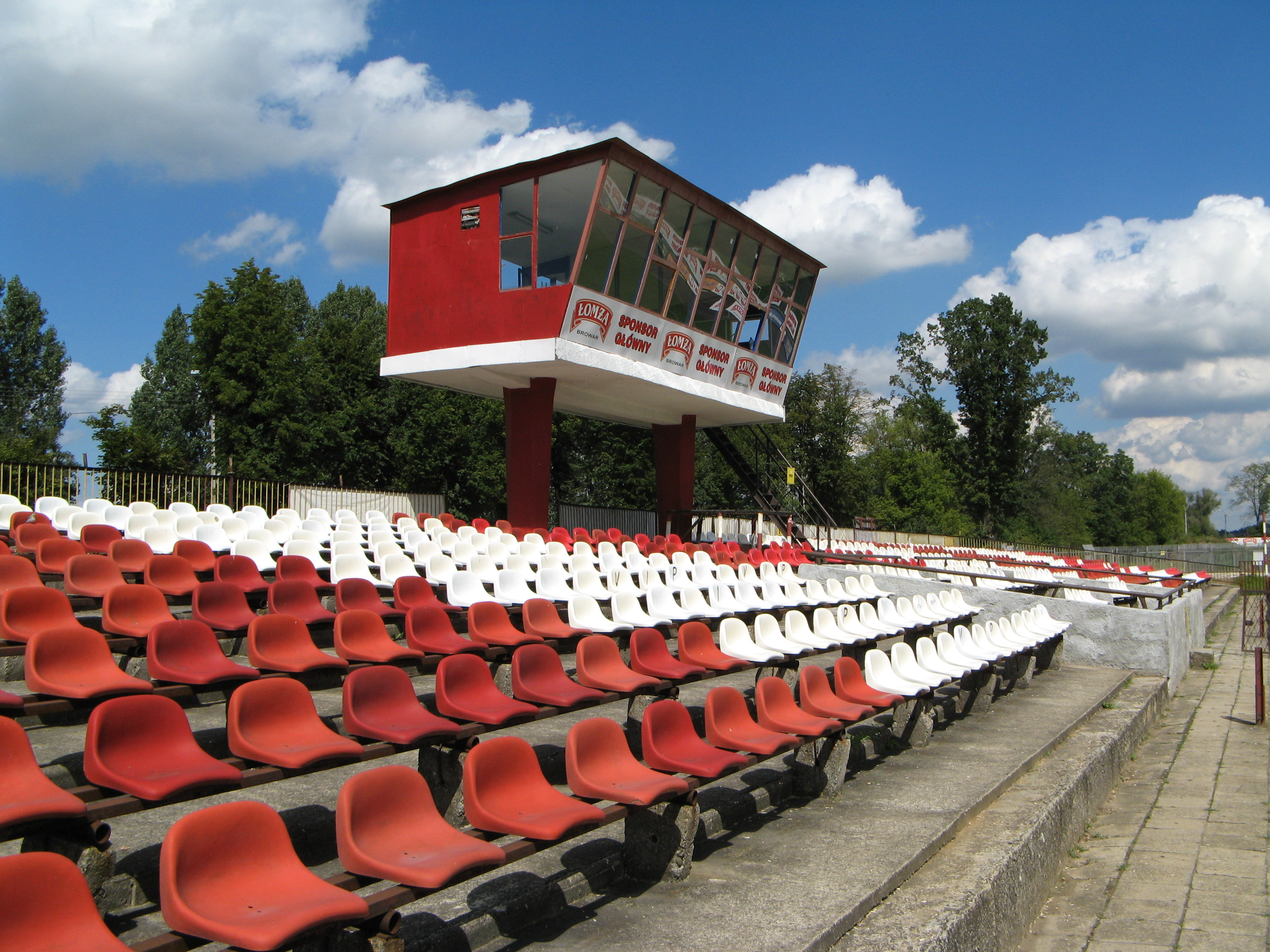
Stadion Miejski (wygląd sprzed modernizacji)

## Historia
Stadion Miejski w Łomży jest obiektem sportowym, którego historia sięga początku lat 30. XX w. Od tego czasu był kilka razy przebudowywany. Ostatnia modernizacja stadionu kosztowała ponad 25 mln zł i była dofinansowana z Europejskiego Funduszu Rozwoju Regionalnego w ramach Regionalnego Programu Operacyjnego Województwa Podlaskiego na lata 2007-2013.
Na otwarcie stadionu po modernizacji 29 marca 2011 roku rozegrano na nim mecz towarzyski pomiędzy drużynami Polski i Holandii do lat 18. Polacy wygrali 3:0. W uroczystości brał udział m.in. prezydent Łomży Mieczysław Czerniawski. Prezydent powiedział: „mogę ogłosić otwarcie stadionu w Łomży, życząc startującym tu zawodnikom i kibicom wielu miłych chwil” i „trwająca od 2006 roku modernizacja stadionu kosztowała nas w sumie niemal równe 27 mln zł”.
Podczas meczu inauguracyjnego doszło także do incydentu z udziałem chuliganów, którzy obrzucili służbę ochrony wyzwiskami i kamieniami. Musiała interweniować policja, funkcjonariusze zatrzymali ośmiu młodych mężczyzn w wieku od 19 do 21 lat. Jeden z nich był mieszkańcem Łomży, pozostali pochodzili z różnych miejscowości położonych w okolicznych gminach.

## Infrastruktura obiektu
Jest to stadion piłkarsko-lekkoatletyczny z dwiema trybunami o pojemności 3450 miejsc siedzących, w tym jedną zadaszoną.
Cały kompleks stadionu obejmuje: trybuny, płytę główną stadionu, pełnowymiarowe boisko treningowe ze sztuczną nawierzchnią, pełnowymiarowe boisko treningowe z naturalną nawierzchnią, szatnie oraz całe zaplecze lekkoatletyczne z bieżnią.
Stadion miejski w Łomży otrzymał także certyfikat IV A Polskiego Związku Lekkiej Atletyki. Oznacza to, że na łomżyńskim stadionie można organizować np. ogólnopolskie mitingi we wszystkich kategoriach wiekowych, branżowe mistrzostwa kraju (np. AZS) czy też zawody szczebla centralnego w skali makroregionu.
Na terenie obiektu usytuowany jest także Hostel MOSiR Łomża oraz dwa korty tenisowe z tartanową nawierzchnią.